# Шяуляй (футбольный клуб)
«Шяуляй» (лит. „Futbolo Klubas Šiauliai“) — литовский футбольный клуб из одноимённого города. Команда была основана в 1995 году, домашние матчи проводилана стадионе «Савивальдибе», вмещающем 2430 зрителей. В 2001—2015 годах (за исключением сезона-2004) клуб играл в высшем литовском дивизионе — А лиге, лучшим достижением в нём является 4-е место в сезонах 2009 и 2011. В 2001—2003 годах назывался «Сакалас».

## История
В первых трёх чемпионатах Литвы в высшем дивизионе (сезоны 1990, 1991, 1991/92) играла команда «Таурас» из Шяуляя, существовавшая в 1971—1994 годах (чемпион Литовской ССР 1974, финансировалась шяуляйским телевизионным заводом «Таурас»).
В 1995 году была создана футбольная команда «Шяуляй», фактически являвшаяся подразделением клуба «Шяуляй», в который входил также созданный годом ранее одноимённый баскетбольный клуб. Баскетбольный клуб играл в высшем дивизионе своего чемпионата и был там одним из лидеров, футбольная команда обитала лишь на третьем уровне системы лиг (II лига).
Город Шяуляй в футбольном чемпионате в это время представляла «Кареда» (чемпион страны в сезонах 1996/97 и 1997/98), в прежние годы, в том числе в первых сезонах чемпионата Литвы, носившая название «Сакалас». После окончания сезона-2000 «Кареда» перебазировалась в Каунас, её новым владельцем стал Владимир Романов, также владевший клубом «Каунас». Так как в таком случае двум клубам нельзя было играть в одной лиге, «Кареда» перешла в I лигу, а затем вскоре прекратила существование. Место «Кареды» в высшем дивизионе 2001 занял шяуляйский «Сакалас» — клуб, который был сформирован на базе команды шяуляйской футбольной школы «Клевас», занявшей в сезоне 2000 3-е место в I лиге.
«Сакалас» в 2001 и 2002 годах сохранял место в высшем дивизионе — A-лиге (8-е место из 10 и 7-е из 9), а в сезоне 2003 года команда заняла последнее 8-е место, после чего была расформирована.
В начале 2004 года была произведена реорганизация футбольного клуба «Шяуляй», который перестал теперь находиться в объединении с баскетбольным клубом. Созданному новому футбольному клубу «Шяуляй» было предоставлено место в I лиге. Заняв 1-е место, клуб вышел в A-лигу. Играл в высшем дивизионе вплоть до сезона 2015 года включительно. В начале 2016 года не получил лицензию на участие в предстоявшем чемпионате и был расформирован.
Дважды участвовал в квалификации Лиги Европы: в 2010 году проиграл польской «Висле» Краков — 0:2 (дома), 0:5 (в гостях). спустя два года уступил по правилу выездного гола эстонской «Левадии» — 0:1 (в гостях), 2:1 (дома).